# Batalha de Calimete
A Batalha de Calimete foi uma batalha da Guerra de Independência Cubana ocorrida em 29 de dezembro de 1895, que foi liderada pelos ativistas independentistas cubanos Máximo Gómez, Antonio Maceo e mais tarde, Serafín Sánchez.
A Coluna Invasora liderada por Máximo Gómez e Antonio Maceo travou a batalha em Calimete, na província de Matanzas, a qual fechou o chamado Ciclo de Invasão, baseado na retirada parcial destinada a enganar os espanhóis, fazendo-os acreditar que a marcha do Exército de Libertação para o Ocidente tinha falhado. De fato, a manobra de finta deu resultado e os altos oficiais espanhóis em Havana informaram a Madrid que os combatentes cubanos pró-independência “estavam bastante exaustos”, mostrando optimismo de que os mambises em fuga seriam em breve derrotados. A surpresa da vitória cubana desmoralizou os espanhóis.

## Antecedentes
As tropas cubanas acamparam na noite de 28 de dezembro nas ruínas do engenho de açúcar Triunfana, cerca de dois quilómetros a nordeste de Calimete. Durante as primeiras horas da manhã, os principais líderes cubanos, incluindo o Major-General Serafín Sánchez, conferenciavam e davam instruções aos líderes subordinados. Maceo verificou pessoalmente a disposição das forças e a sua preparação para o combate iminente. Um posto avançado localizava-se a cerca de 400 metros da vila, na estrada de Calimete a Triunfana. As tropas espanholas chegaram de trem, vindas de Real Campiña, entre as 04h30 e as 05h00, e formaram-se em ordem de marcha com a frente em direção ao acampamento cubano. O principal comandante espanhol foi o Tenente-Coronel Emilio Perera, que desconhecia a presença dos libertadores e teve que se deslocar para leste porque a sua missão era ir até Sabana Vieja localizada naquela direção.

## A batalha
No acampamento Mambí, o alvo foi atingido e os homens se prepararam imediatamente para a ação. A coluna espanhola iniciou a marcha às 06h30 enquanto um nevoeiro espesso ainda cobria todo o terreno. Sua vanguarda, na qual marchou o Tenente-Coronel Perera, era formada por uma companhia sob o comando do Capitão Cabello e sua extrema guarda era formada pelo pelotão de cavalaria que recebeu os primeiros tiros do avanço cubano, a qual imediatamente recuou sobre a infantaria. O inimigo continuou a avançar cerca de 1.200 metros até ser contido pelo fogo gerado pela infantaria cubana, que respondeu enquanto se retirava, agindo na estrada e nos canaviais circundantes.
Gómez e Maceo testemunharam a execução de um prisioneiro condenado à morte por violar a honra de uma mulher. Os projéteis espanhóis começaram a chegar lá. O pelotão de cavalaria espanhol recuou para abandonar a ação da infantaria. Nesses momentos caiu o cavalo do chefe espanhol, que recebeu um forte golpe e teve que entregar o comando ao Capitão Cabello.
A vanguarda cubana, que já havia iniciado o avanço quando o combate começou, deixou de esperar ordens. O objetivo de Gómez e Maceo era continuar a marcha em direção ao Ocidente o mais rápido possível. Por isso, embora as instalações do moinho oferecessem uma excelente posição defensiva, não tentavam ali sustentar o combate e, por outro lado, havia um grande perigo de que viessem outras colunas espanholas que pudessem arruinar a invasão. O flanco esquerdo dos espanhóis tentou forçar o flanco direito dos cubanos, forçá-los a ficar à direita e forçar o resultado. A infantaria insurrecional refugiou-se nas paredes do moinho e com fogo eficaz conteve o ataque.
O comando cubano ordenou o ataque contra o flanco direito do inimigo para aliviar a pressão que ele exercia, mas foi necessário desferir vários ataques porque a infantaria espanhola permaneceu firme nas suas posições. Estes ataques da cavalaria cubana foram dirigidos pessoalmente pelo Major-General Serafín Sánchez, que finalmente alcançou o seu objectivo. Mais tarde, embora as tropas inimigas mantivessem a sua posição, a sua capacidade ofensiva foi diminuída e o seu comando ordenou a retirada sobre Calimete, contando com as reservas.

## Consequências
As baixas espanholas foram 22 mortos e 75 feridos. Os cubanos tiveram 16 mortos e 69 feridos. A coluna invasora foi organizada em ordem de marcha ainda sob o fogo da reserva espanhola, transportando um comboio de 36 feridos, alguns dos quais com ferimentos graves. Depois de ser atacada em mais duas ocasiões, ela chegou a Mostacilla às 9h da tarde daquele dia, cerca de 12km a noroeste de Colón.
Este combate representou um momento decisivo para a “Invasão”. Depois de executar brilhantemente o "Lazo de la Invasión" e deixar as forças espanholas nos limites da província de Cienfuegos, as tropas invasoras encontram uma coluna espanhola nos arredores de Calimete, causando uma derrota devastadora e conseguindo assim uma entrada fácil na província de La Habana, deslocando a guerra quase para a capital da Capitania-Geral de Cuba.